# 테루모
테루모(영어: TERUMO CORPORATION)는 일본의 의료기기 업체이다.

## 역사
- 1921년 - 회사설립
- 1974년 - 현재의 사명변경
- 1982년 - 기업공개